# Брюс, Чарльз, 5-й граф Элгин
Чарльз Брюс, 5-й граф Элгин, 9-й граф Кинкардин (англ. Charles Bruce, 5th Earl of Elgin and 9th Earl of Kincardine; 6 июля 1732 — 14 мая 1771) — шотландский дворянин и пэр.

## Происхождение и образование
Родился 6 июля 1732 года. Старший сын Уильяма Брюса, 8-го графа Кинкардина (? — 1740), и Джанет Робертон (? — 1772), дочери Джеймса Робертона (главного лорда сессии) и правнучки адвоката и судьи лорда Бедлея . Он получил образование в школе Рагби.

## Карьера
8 сентября 1740 года после смерти своего родственника, Чарльза Брюса, 3-го графа Эйлсбери и 4-го графа Элгина (1682—1747), не оставившего после себя наследником мужского пола, Чарльз Брюс унаследовал титулы 5-го графа Элгина (Пэрство Шотландии) и 9-го лорда Брюса (Пэрство Шотландии).
10 февраля 1747 года после смерти своего отца Чарльз Брюс унаследовал титулы 9-го графа Кинкардина (Пэрство Шотландии) и 5-го лорда Брюса из Кинлосса (Пэрство Шотландии).
Великий мастер Великой Ложи Шотландии с 1761 по 1763 год. Он был одним из основателей Королевского и Древнего Гольф-клуба в Сент-Эндрюсе. Он построил запланированную промышленную деревню Чарлстаун, Файф.
Чарльз Брюс скончался 14 мая 1771 года в возрасте 38 лет. Он похоронен в южном трансепте Данфермлинского аббатства рядом с могилой короля Шотландии Роберта Брюса. В 1812 году шотландский композитор Магдалина Стерлинг назвала своего Чарльза Брюса Рила в его честь.

## Семья

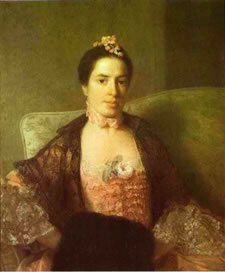
Марта, графиня Элгин, портрет Аллана Рэмзи

1 июня 1759 года лорд Элгин женился на Марте Уайт (27 мая 1741 — 21 июня 1810), дочери Томаса Уайта и Марты Хаггес. У супругов было восемь детей:
- Леди Марта Брюс (1760 — 21 декабря 1767)
- Леди Джанет Брюс (2 июля 1761 — 6 сентября 1767)
- Уильям Роберт Брюс, лорд Брюс (1763-), умер в детстве
- Уильям Роберт Брюс, 6-й граф Элгин (28 января 1764 — 15 июля 1771), второй сын и преемник отца.
- Томас Брюс, 7-й граф Элгин (20 июля 1766 — 14 ноября 1841)
- Достопочтенный Чарльз Эндрю Брюс (18 января 1768 — 27 декабря 1810), губернатор острова Принца Уэльского
- Достопочтенный Джеймс Брюс (23 марта 1769 — 10 июля 1798), член Палаты общин
- Леди Шарлотта Матильда Брюс (28 мая 1771 — 21 февраля 1816), вышла замуж за адмирала Филиппа Чарльза Дарема.